# 皮特 (比利时)
皮特（荷蘭語：Putte，荷蘭語發音：[ˈpʏtə] ⓘ）是比利时弗拉芒大區安特衛普省梅赫倫區的一个市镇，南与弗拉芒布拉班特省接壤，通行荷蘭語，是弗拉芒社群的一部分，面积34.96平方千米，人口17,584人（2018年1月1日）。